# Восточно-Сибирский экономический район

Восточно-Сибирский экономический район — один из двенадцати экономических районов Российской Федерации, состоит из четырёх субъектов Федерации.

## Состав
Площадь 3 371 816км².
1. Республика Тыва
2. Республика Хакасия
3. Красноярский край
4. Иркутская область

## Климат
Климат — от резко континентального до умеренно континентального. Природные зоны сменяются в широтном направлении последовательно: арктические пустыни, тундра, лесотундра, тайга, лесостепи и степи. По запасам леса район занимает первое место в стране.

## Ресурсы
🔻 Каменный уголь (Таймырский, Тунгусский, Иркутско-Терешковский бассейны) 
🔻 Бурый уголь (Канско-Ачинский бассейн) 
🔻 Железная руда (Коршуновское месторождение) 
🔻 Медноникелевые руды (Норильск) 

## Население
Население по состоянию на 2025 год составляет 6 024 320 человека. Население падает, за 10 лет упало на 200 тыс. человек. Имеется один город-миллионер — Красноярск, численность населения которого быстро растёт. Большинство городов численностью более ста тысяч человек сосредоточено в южной части экономического района (кроме Норильска). Плотность населения составляет 1,5 чел/км².
Населённые пункты с численностью населения более 100 тыс. чел.
| Красноярск | Красноярский край | 56°01′ с. ш. | ↗1 211 756 |
| Иркутск    | Иркутская область | 52°17′ с. ш. | ↘605 708   |
| Братск     | Иркутская область | 56°07′ с. ш. | ↘219 365   |
| Ангарск    | Иркутская область | 52°34′ с. ш. | ↘216 973   |
| Абакан     | Хакасия           | 53°43′ с. ш. | ↘184 284   |
| Норильск   | Красноярский край | 69°20′ с. ш. | ↘175 773   |
| Кызыл      | Республика Тыва   | 51°42′ с. ш. | ↗131 981   |

Город Ачинск выбыл из списка ввиду депопуляции.

## Экономика
Основные отрасли специализации: электроэнергетика (Усть-Ханская, Курейская, Красноярская, Саяно-Шушенская, Богучанская, Усть-Илимская, Братская ГЭС), топливная, чёрная металлургия, цветная металлургия (алюминий — Красноярск, Ачинск, Братск; медь; никель), химическая и нефтехимическая, машиностроение и металлообработка, лесная, деревообрабатывающая и целлюлозно-бумажная, стройматериалы, лёгкая, пищевая.